# Notophthiracarus catalaucus
Notophthiracarus catalaucus är en kvalsterart som först beskrevs av Wojciech Niedbała 2004.  Notophthiracarus catalaucus ingår i släktet Notophthiracarus och familjen Phthiracaridae. Inga underarter finns listade i Catalogue of Life.